# Karabin Vetterli Mod. 1870
Karabin Vetterli Modello 1870 – karabin jednostrzałowy, opracowany przez Friedricha Vetterli, na potrzeby armii włoskiej. Była to uproszczona wersja szwajcarskiego Vetterli M1869, przystosowana do strzelania nabojami centralnego zapłonu i pozbawiona magazynka.

## Historia
Po zjednoczeniu Włoch, w armii włoskiej zastąpiono karabiny odprzodowe, karabinami iglicowymi Carcano Mod. 67, zasilanymi nabojami w łusce papierowej. Wraz z intensywnym rozwojem broni strzeleckiej, karabiny iglicowe wkrótce okazały się nie perspektywiczne, w związku z czym postanowiono zastąpić je nowocześniejszą konstrukcją.
W 1869 roku na zlecenie ministra Cesare Francesco Ricotti-Magnani powstała komisja, testująca różne modele karabinów, zasilanych amunicją scaloną w łusce metalowej. Spośród ocenianych konstrukcji, najlepiej wypadł Vetterli M1869. Był to karabin powtarzalny, z zamkiem czterotaktowym, zasilany nabojami bocznego zapłonu, z pojemnym 11-nabojowym magazynkiem lufowym. Zła sytuacja finansowa młodego Królestwa Włoch, oraz krótkowzroczność wojskowych (obawiających się marnowania przez żołnierzy amunicji, przy broni powtarzalnej), doprowadziły do znacznego uproszczenia konstrukcji – zrezygnowano z magazynka, tworząc karabin jednostrzałowy. Zdecydowano się również, na przystosowanie broni do zasilania nabojami centralnego zapłonu 10,35 × 47 mm R. Powstały karabin był tańszy i prostszy w produkcji od pierwowzoru.
Karabin został oficjalnie przyjęty na uzbrojenie 11 sierpnia 1871 r. Jednak już w następnej dekadzie rosnąca popularność karabinów powtarzalnych uwidoczniła ich wyższość nad konstrukcjami jednostrzałowymi. Z tego powodu zaczęto poszukiwać rozwiązań, umożliwiających przystosowanie posiadanych egzemplarzy do zasilania z magazynków.
Marynarka wojenna dla potrzeb piechoty morskiej przyjęła w 1882 r. projekt autorstwa kapitana Giovanniego Bertoldo, wykorzystujący 8-nabojowy magazynek lufowy. Karabin ten określany był jako Vetterli-Bertoldo Mod. 1870/82.
Armia lądowa wybrała z kolei projekt kapitana Giuseppe Vitali, wykorzystujący 4-nabojowy magazynek pudełkowy. Karabin ten określany był jako Vetterli-Vitali Mod. 1870/87. Wg tego projektu przebudowano ok. 400 tys. egzemplarzy Mod. 1870. W 1915 r. w czasie I wojny światowej, część egzemplarzy Mod. 1870/87 przystosowano do zasilania nabojami 6,5 × 52 mm i zastosowano 6 nabojowy magazynek (Vetterli-Vitali Mod. 1870/87/15).
Egzemplarze Mod. 1870 nie poddane modyfikacjom (jednostrzałowe), pozostały na wyposażeniu kawalerii, karabinierów i włoskich wojsk kolonialnych. Niektóre karabiny zakończyły służbę jako broń treningowa przystosowana do amunicji .22 LR.
Oficjalnie karabiny Vetterli Mod. 1870 oraz ich modyfikacje (Mod. 1870/87, Mod 1870/87/15) zostały zastąpione w 1891 r. przez karabiny Carcano Mod. 91. Jednak na małą skalę używane były jeszcze w czasie I i II wojny światowej.

## Wersje

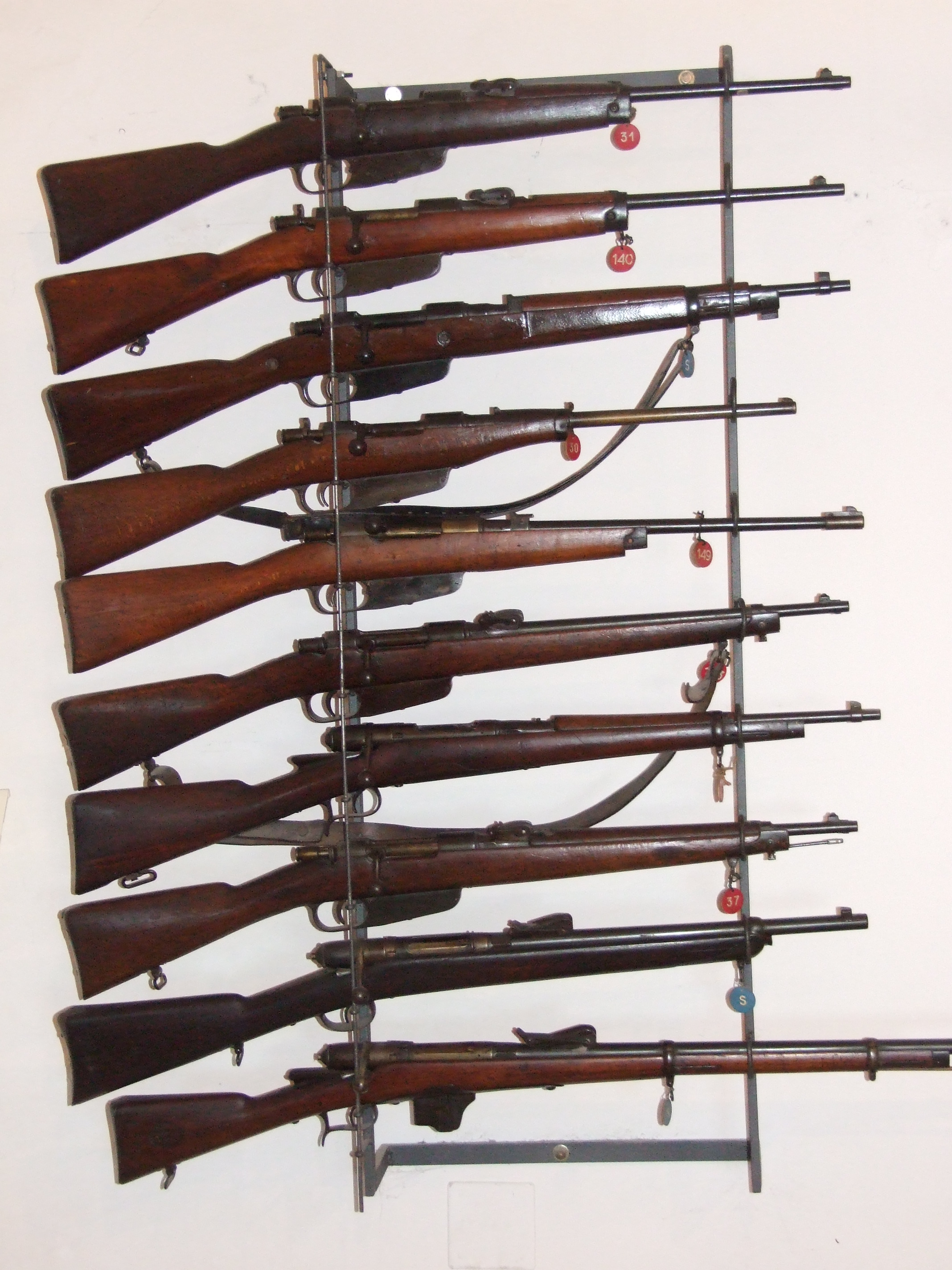
Karabinek Vetterli Mod. 1870 Truppe Speciali (7 od góry)
Pozostałe: karabinek Vetterli - nieznany model (9 od góry), karabin Vetterli-Vitali Mod. 1870/87 (10 od góry), reszta: karabinki Carcano

### Fucile Mod. 1870
Podstawowa wersja długa, przeznaczona dla piechoty. Maksymalna nastawa celownika: 1600 m. 
 Długość całkowita: 1349 mm, waga: 4100 g.

### Moschetto da Cavalleria Mod. 1870
Karabinek kawaleryjski przyjęty do uzbrojenia 1 lipca 1872 r. Skrócona wersja karabinu piechoty, pozbawiona przedniej części łoża. Wyposażona w bagnet tulejowy z głownią czworograniastą. Maksymalna nastawa celownika: 1000 m. 
 Długość całkowita: 928 mm, waga: ? g.

### Moschetto per Truppe Speciali Mod. 1870
Karabinek, przeznaczony dla oddziałów Truppe Speciali (wojsk specjalnych tj. saperów, wojsk inżynieryjnych i artylerii). Skrócona wersja karabinu piechoty. Początkowo z maksymalną nastawą do 800 m, a po 1885 r. wyposażony w celownik z nastawą do 1600 m (tak jak w wersji dla piechoty). 
 Długość całkowita: 1097 mm, waga: 3550 g.

### Moschetto da Carabinieri Reali Mod. 1870
Karabinek, przeznaczony dla Korpusu Karabinierów (zarówno pieszych jak i konnych). Budowa podobna jak dla wersji kawaleryjskiej, jednak karabinek jest nieco dłuższy. Wyposażona w bagnet tulejowy z głownią czworograniastą. Maksymalna nastawa celownika: 1600 m.

### Moschetto da Carabinieri-Guardie del Re Mod. 1870
Karabinek, przeznaczony dla oddziałów gwardii królewskiej.

## Bagnety
Armia włoska, postanowiła nie przyjmować oryginalnych szwajcarskich bagnetów, a opracować własne.

### Bagnet Mod. 1870

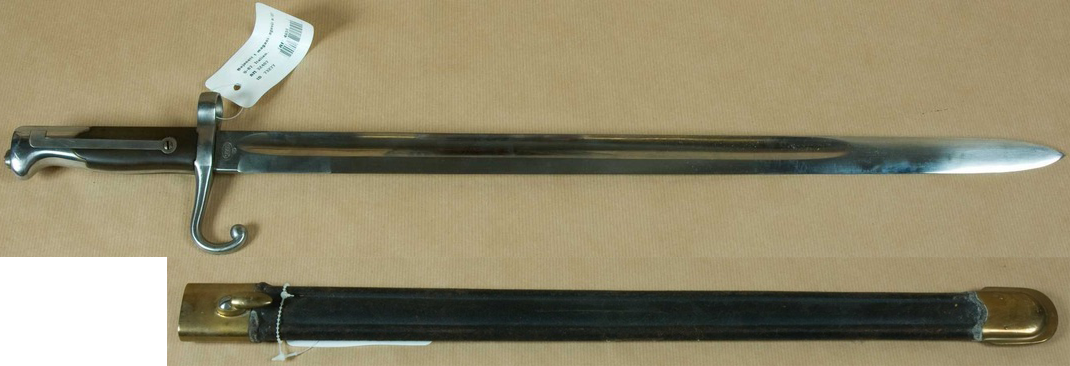
Bagnet Mod. 1870

Był to długi bagnet nożowy, posiadający prostą głownię z długim zbroczem. Jelec z długim zagiętym ramieniem, zakończonym kulką. W głowicy umiejscowiony był zatrzask wykorzystujący sprężynę płaską, umiejscowioną na zewnątrz, wzdłuż rękojeści. Bakelitowe okładziny rękojeści przymocowane były dwoma nitami. Pochwa skórzana z mosiężnymi okuciami. Po założeniu znajdował się z prawej strony broni.
- Długość całkowita: 624 mm
- Długość głowni: 496 mm
- Średnica pierścienia jelca: ~17,4 mm
- Waga: ?

### Bagnet Mod. 1870 Truppe d ́ Africa
Bagnet przeznaczony dla wojsk kolonialnych. Od standardowego różnił się krótszą czworograniastą głownią.
- Długość całkowita: 400 mm
- Długość głowni: 280 mm
- Średnica pierścienia jelca: ~18 mm
- Waga: ?

### Bagnet tulejowy
W karabinkach kawaleryjskich oraz karabinierów stosowano bagnet tulejowy z głownią czworograniastą.

## Nabój

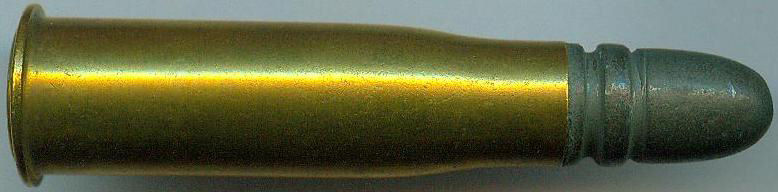
Nabój 10,35 × 47 mm R,
Mod. 70

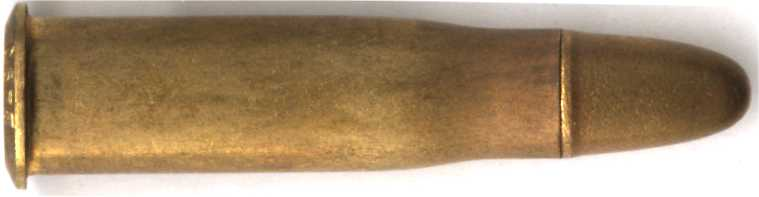
Nabój 10,35 × 47 mm R,
Mod. 90

Do karabinu stosowano naboje scalone Mod. 70 10,35 × 47 mm R, centralnego zapłonu. Łuska metalowa, wykonana z mosiądzu. Naboje elaborowane prochem czarnym. Pociski wykonane z ołowiu.
- Długość całkowita: 64,90 mm
- Długość łuski: 47,45 mm
- Masa pocisku: 28,28 g
- Ładunek prochu: 4,01 g

Od 1890 roku wprowadzono nabój Mod.90. Proch czarny zastąpiono w nim prochem bezdymnym. Zastosowano również wytrzymalszy, lżejszy pocisk, w którym ołowiany rdzeń pokryty został płaszczem.
- Długość całkowita: 64,90 mm
- Długość łuski: 47,45 mm
- Masa pocisku: 16 g
- Ładunek prochu: 2,40 g